# Motril
Motril es una ciudad y municipio español situado en la parte centro-sur de la comarca de la Costa Granadina, en la provincia de Granada, comunidad autónoma de Andalucía. A orillas del mar Mediterráneo, este municipio limita con los de Salobreña, Vélez de Benaudalla, Lújar, Gualchos-Castell de Ferro y Torrenueva Costa. Otras localidades cercanas son La Gorgoracha, Lobres y Caleta-La Guardia. Por su término discurren el río Guadalfeo y la rambla del Puntalón.
El municipio motrileño es el más meridional de toda Granada, y comprende los núcleos de población de Motril —capital municipal, comarcal y sede de un partido judicial propio—, El Varadero, Carchuna, Calahonda, Puntalón, Playa Granada, Los Tablones, Las Ventillas, La Garnatilla, La Perla y La Chucha.
Es la segunda ciudad más poblada de la provincia, sólo precedida por la capital. Su posición geográfica la convierte en un centro industrial y comercial. El puerto de Motril es, a la vez, puerto comercial y pesquero, teniendo también un puerto deportivo —el Real Club Náutico de Motril— como puerto de recreo. En los últimos años el puerto está experimentando un importante crecimiento debido a sus líneas de comunicación con el continente africano.

## Toponimia
Su nombre probablemente deriva del latín Murteto, que significa 'lugar de mirtos': Murtetu > Mutreto > Mutrit > Mutril > Mutrayil > Motril. El único gentilicio que se emplea es el de motrileño/a.

## Historia

### Historia antigua
A pesar de que sus orígenes permanecen aún ocultos, no hay datos historiográficos ni arqueológicos que hagan pensar que fue un enclave fenicio, ni que tuviese poblamiento estable en época ibérica, ni que existiera como núcleo urbano en época romana; aunque algunos restos arqueológicos muy escasos pueden aseverar de cierta presencia romana y tardorromana en la zona. De todas formas, la etimología más probable del topónimo es latina, seguramente de Murteto.

### Edad Media y Edad Moderna
Se puede hablar de Motril como una entidad de población concreta durante el Reino de Granada, al haber dejado los musulmanes amplias huellas, como la cantidad de topónimos de su vega, la acequia o la introducción del cultivo de la caña de azúcar del que ya existen referencias en el siglo X.
Al ser conquistada por los ejércitos de los Reyes Católicos en diciembre de 1489, contaba con más de dos mil habitantes dedicados a la agricultura, la pesca y la producción de seda y azúcar, que motivaban un comercio cada día más floreciente. La villa ocupaba una extensión de 3,5 km² y su núcleo principal estaba rodeado de una muralla. Extramuros se extendían dos arrabales: arrabal al-Manjón y arrabal al-Couruch y un barrio conocido por el nombre de Jabdara. Existían cinco mezquitas: aljama Alçijara, aljama al-Coruch, aljama Mayor, aljama Arrabal y aljama Arrofot. Había, además, una rábita denominada de Aynaneze. El baño musulmán, situado al sur de la población junto a la acequia, se conservó hasta mediados del siglo XIX y la auxiluguia, sede del cadí hasta los primeros años del siglo XX. Para la defensa de la villa, contaban, además de las murallas, con una pequeña alcazaba situada en el cerro de la Carquifa, que sirvió de residencia a la reina Aixa al-Horra durante los últimos años del Reino nazarí de Granada.

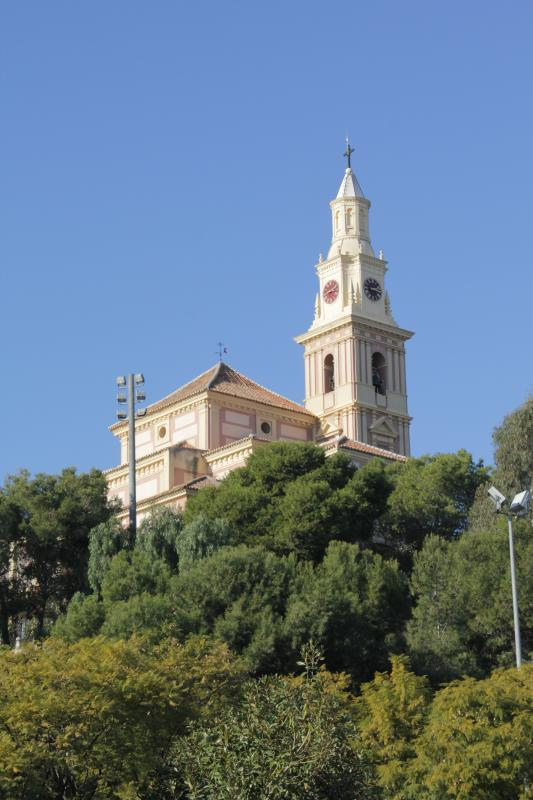
Santuario de la Virgen de la Cabeza

Sublevada contra los cristianos en 1490, se entregó definitivamente en las capitulaciones de Granada en 1492. El siglo XVI comenzó con una nueva sublevación mudéjar tras la cual los Reyes Católicos otorgaron una nueva capitulación —el 3 de septiembre de 1500— por la cual concedían, entre otras cosas, jurisdicción propia a Motril y le permitían tener su propio ayuntamiento. Sin embargo, esta nueva capitulación no consigue pacificar la zona y en diciembre de 1507 la mayoría de la población morisca se subleva, produciéndose la casi total despoblación de la villa y el abandono del cultivo de la caña y de la producción de azúcar.
Otro de los problemas con los que se encontraban era la defensa de los innumerables ataques berberiscos y turcos, motivo por el cual se reedificó la muralla para rodear todo el núcleo central de la población. Poseía dos puertas: la de Castell de Ferro y la de Granada y dos postigos, Beas y Toro. Esto motivó que hasta la iglesia Mayor de la Encarnación — monumento más antiguo que se conserva de la ciudad — se construyera a modo de fortaleza.
En la historia motrileña también cabe destacar la sublevación morisca de 1569, que finalizó en 1570 con la victoria cristiana y la expulsión de los moriscos. Esto supuso un enorme bache demográfico y una recesión en la producción de azúcar, situación que finalizó cinco años más tarde con la repoblación de la villa con cuatrocientos cristianos viejos.
Al finalizar el siglo XVI se construyeron dos edificios religiosos: la iglesia de Nuestra Señora de la Cabeza, patrona de Motril, y el convento de los Frailes Mínimos de la Victoria, del que solo se conserva en la actualidad la iglesia de la Victoria. En el siglo XVII Motril se fue recuperando demográfica y económicamente; así a principios del siglo contaba con 4300 habitantes y al finalizar el mismo se llegaba a los 8000. En 1620, bajo las directrices de don Luis de Paniza Ladrón de Guevara, regidor de Motril y sargento mayor de las costas del Reino de Granada, se pudo repeler el ataque de los piratas berberiscos que previamente habían saqueado Adra. En 1657, tras haber comandado con éxito el capitán Paniza-Ladrón de Guevara las compañías de Motril y Adra en diversas conquistas de Italia, Felipe IV concedió a Motril el título de ciudad, separando su jurisdicción de Granada y facultándola para utilizar dosel con las armas reales y de la ciudad. En la agricultura seguía predominando la caña, que posteriormente era transformada en los trapiches locales. Una Memoria de Jorge Próspero Verboom indica que la principal ocupación de los 800 vecinos de Motril es la producción de azúcar y miel de caña, y la existencia de cuatro ingenios azucareros.

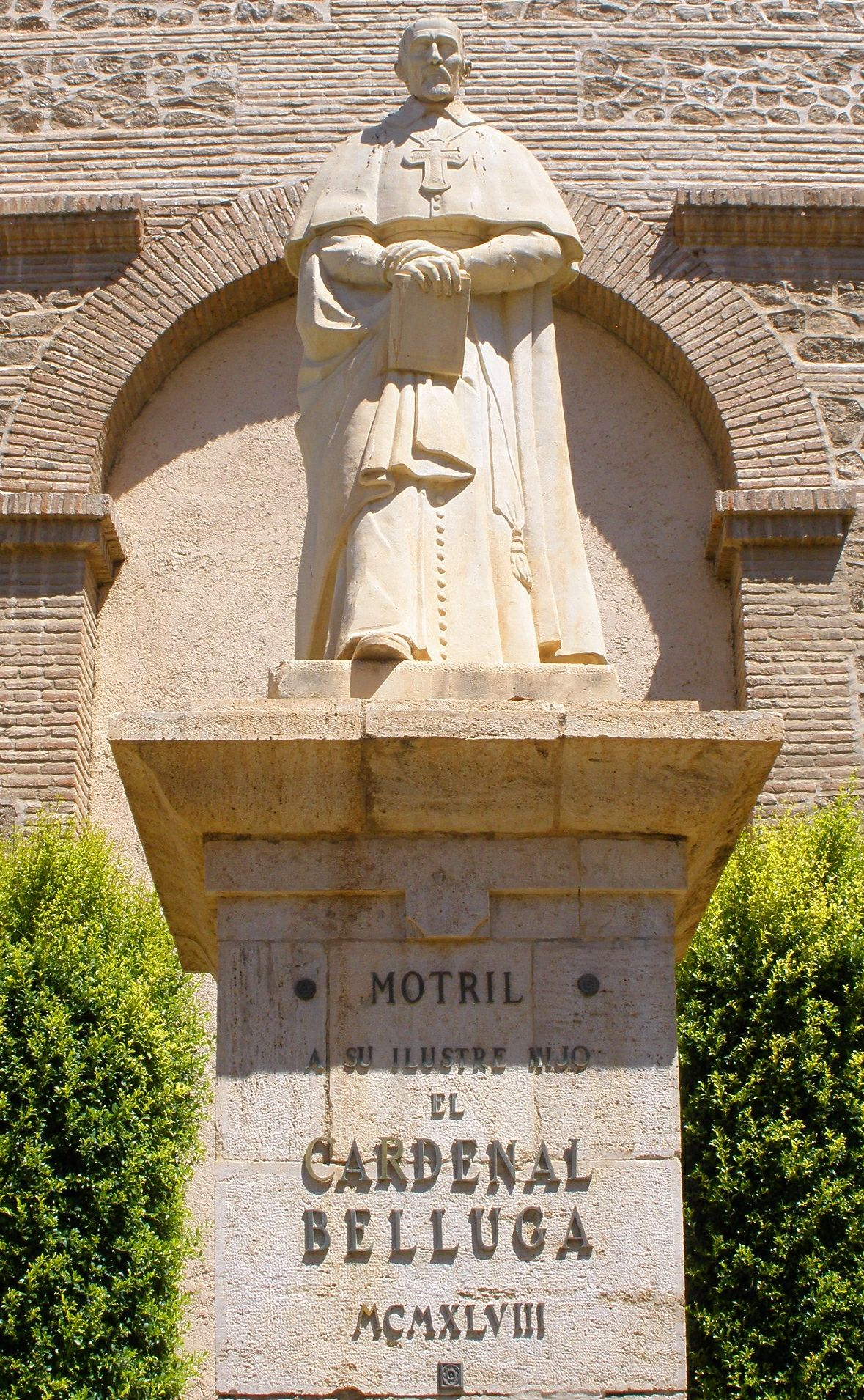
Monumento al Cardenal Luis Antonio Belluga y Moncada en la plaza de España de su Motril natal

De estos, quizás una de las más conocidas sea la Casa de la Palma. Se trata de una edificación en ladrillo que ha sido muy modificada a lo largo de los siglos hasta convertirla en casa solariega en el XIX. En la actualidad es la sede del Museo Preindustrial de la caña de azúcar, donde se enseña cómo se realizaba este cultivo y su recolección, así como todo el proceso hasta llegar a obtener el azúcar. Al iniciarse el siglo XVIII Motril fue distinguida por Felipe V con el título «Muy Noble y Leal», que desde entonces ostenta en su escudo. Pataura, una alquería de Motril ubicada frente a Lobres, sufrió en numerosas ocasiones avenidas del río Guadalfeo, que provocaron que acabara despoblada. El 4 de octubre de 1751 el Guadalfeo arrasó el ingenio real que había, en 1778 otra inundación provoca daños en todo el lugar y en la iglesia, ya la avenida de 1784 hace que Pataura se quede despoblada y, hoy en día, permanece enterrada en su antigua ubicación. En 1786 le fue concedida por Carlos III la creación de la Real Sociedad Económica de Amigos del País.
Durante este siglo Motril sufrió su más importante epidemia, que redujo la población entre 1500 y 2000 personas. A consecuencia de ella, los motrileños levantaron la ermita de San Antonio en la zona norte de la villa, en el camino que conducía a Granada.

### Edad Contemporánea
Tras el paréntesis de la Guerra de la Independencia, en la que Motril fue ocupada por las tropas francesas, la ciudad resurge pujante a mediados del siglo al iniciarse una nueva expansión de la caña y de la industria azucarera.

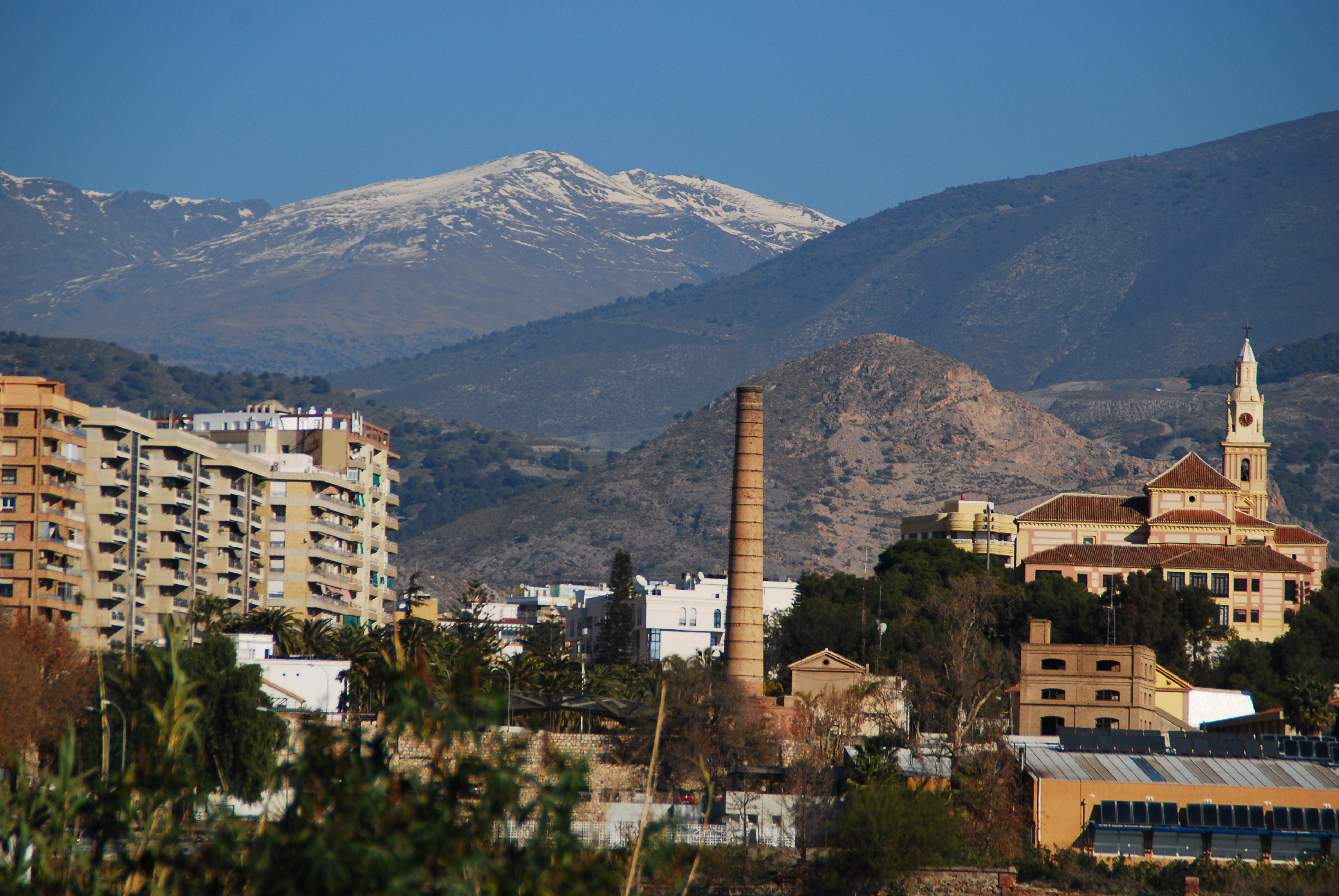
Motril con Sierra Nevada al fondo

En el siglo XIX Motril fue partícipe de un acontecimiento singular, se proclamó Cantón Independiente desde el 22 al 25 de julio de 1873.[cita requerida] Los motivos fueron varios, sobre todo el secular abandono institucional a Motril y así mismo la falta de comunicación con Madrid. Los motrileños se reunieron en la plaza y obligaron al ayuntamiento a dimitir y apoyar el movimiento cantonal de Granada. Fueron los capitanes del regimiento de voluntarios de Motril, Ruperto Vidaurreta de la Cámara y Francisco Trujillo Carmona proclamados «presidentes» de esta efímera República de Motril que acabó el 25 de julio una vez restablecido el contacto con Madrid. En 1842 contaba con 2765 vecinos que sumaban 10 470 habitantes.
Durante el viaje de Ramón de la Sagra, que determinó la gran cualidad de suelos, clima, salida al mar y gentes del litoral de la provincia de Granda para la producción de azúcar, éste observó que en Motril había varios ingenios azucareros en desuso y que en funcionamiento se encontraba el de Ramón de Burgos. Asimismo señaló que los sistemas de producción de caña vigentes entonces empleaban demasiada mano de obra y agua, eran perjudiciales para las tierras de labor y el sistema de producción de azúcar era mejorable. Con las mejoras introducidas por de la Sagra en cuanto a maquinaria importada de Francia y modernos sistemas de producción de caña y azúcar observados en Cuba, y el capital aportado por la burguesía granadina, malagueña o catalana, se produce el auge de la industria azucarera. Llegó a haber en Motril, al igual que en otras poblaciones costeras como Almuñécar o Salobreña, numerosas fábricas azucareras de diferente tamaño.
En 1850 la Azucarera Nuestra Señora de la Cabeza, propiedad de los Larios fue segunda en emplear el vapor. En 1868 la Azucarera Nuestra Señora de las Angustias de José Ramón Lachica incorporó también el vapor y en 1875 lo hizo la Azucarera San José de Aurioles, Ravana y Moré. Le seguirán la Azucarera Santa Margarita de Bermúdez de Castro y la emblemática Azucarera Nuestra Señora del Pilar en 1881 y 1882, respectivamente. En este momento, Motril se pone a la cabeza de la industrialización de la provincia de Granada. Se abre al público el paseo de más tradición en la ciudad, Las Explanadas, a mediados del siglo XIX. A finales del mismo la población llega a los 14 000 habitantes.
Pero no solo en estos aspectos destaca Motril sino que también merece mención el desarrollo cultural; así a finales de siglo dispone de dos teatros: el teatro Sexi y el teatro Calderón de la Barca, único que se conserva en la actualidad. En 1908 se inician las obras del puerto y se mejoran las comunicaciones por carretera con Granada capital, Almería y Málaga. A principios del siglo XX, con la introducción de la remolacha azucarera se produce el declive de la industria azucarera de Motril, con el cierre en cascada de azucareras desde el cierre de Nuestra Señora de la Cabeza en 1902 hasta el cierre de Azucarera el Carmen en 1932. En la década de 1970 solamente una azucarera molía y otras tres se dedicaban a la producción de alcohol. Además, Destilerías Arehucas contó con una embotelladora y almacén en las instalaciones de la Azucarera La Almudena. Motril en la actualidad mantiene un importante patrimonio industrial y museos ligados al azúcar y la caña.
El 31 de julio de 1993 falleció en Playa Granada el rey Balduino I de Bélgica.

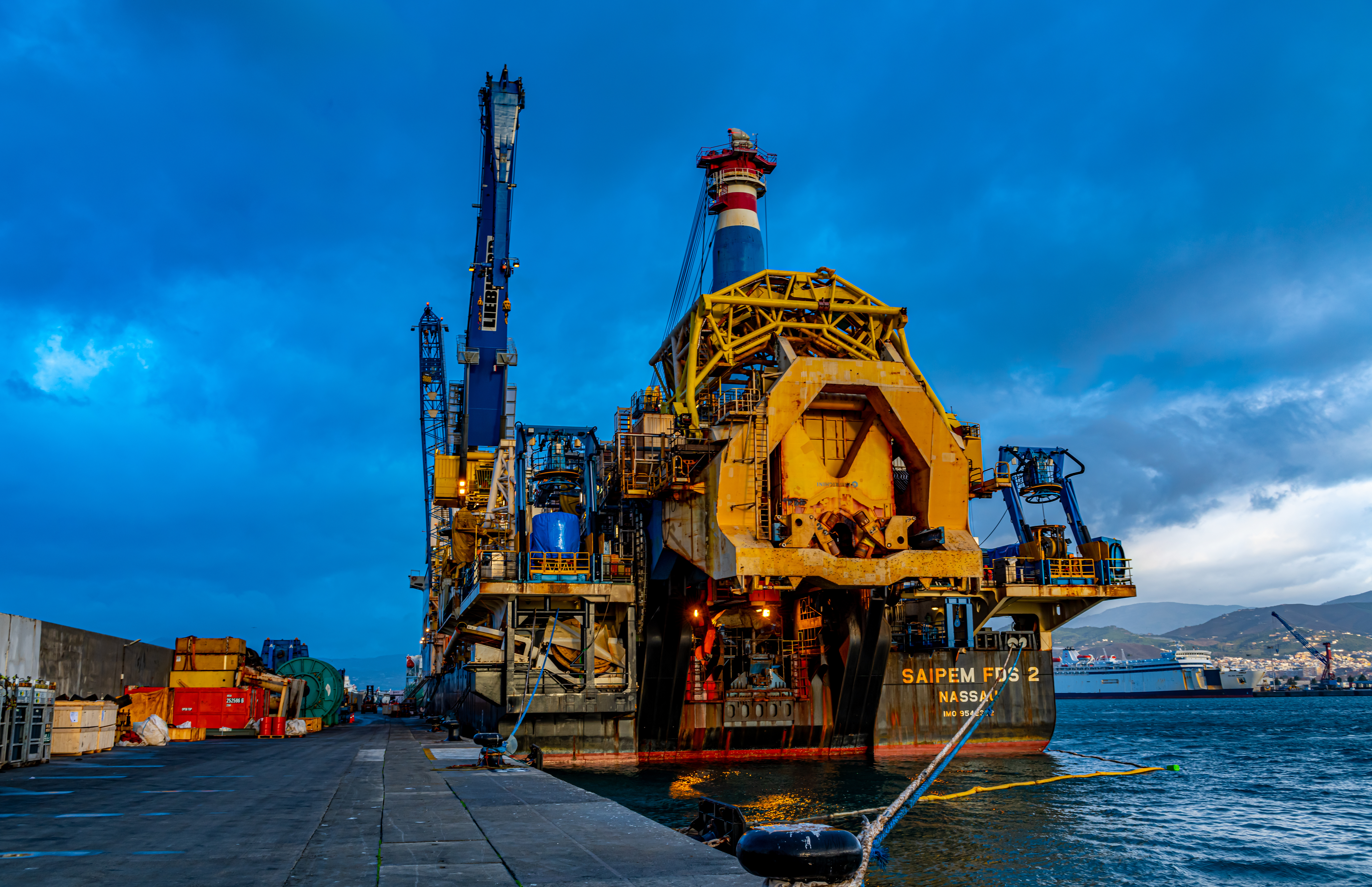
Puerto de Motril

En 2005, el Gobierno español le otorga al Puerto de Motril la independencia de la Autoridad Portuaria de Almería, creándose así la Autoridad Portuaria de Motril y respondiendo a una reivindicación histórica de la ciudad. En 2018, la localidad de Torrenueva se segrega del término municipal de Motril tras la creación del municipio de Torrenueva Costa, poniendo fin a un proceso de segregación cuyo expediente fue aprobado por la unanimidad del pleno del Ayuntamiento de Motril en 2014.

## Geografía
Motril es la capital de la comarca Costa Granadina, situándose a 65 kilómetros de la capital provincial. El término municipal está atravesado por las autovías A-7 y A-44 y por las carreteras N-340 —entre los pK 329 y 336 y entre los pK 341 y 345— y N-323.
El relieve del municipio tiene dos partes bien diferenciadas. La llanura litoral se extiende por el sur, desde la vega del Guadalfeo hasta el municipio de Torrenueva Costa, continuando posteriormente por la llanura litoral en la que se encuentran las entidades motrileñas de Carchuna y Calahonda. El resto del municipio es mucho más montañoso, al estar integrado en el Sistema Penibético, concretamente en la sierra de Lújar. Entre el litoral y las primeras colinas se asienta el núcleo urbano, a 40 m sobre el nivel del mar. El techo del territorio municipal es el cerro Alto, a 1006 m de altitud, en el límite con Vélez de Benaudalla y Lújar.
| Noroeste: Salobreña y Vélez de Benaudalla | Norte: Vélez de Benaudalla               | Noreste: Lújar            |
| Oeste: Salobreña                          | Puntos cardinales                        | Este: Gualchos            |
| Suroeste: Mar Mediterráneo                | Sur: Mar Mediterráneo y Torrenueva Costa | Sureste: mar Mediterráneo |

### Clima
La Costa de Granada, con más de 300 días de sol al año, posee un microclima subtropical, influenciado por la protección de la sierra de Lújar al norte, que frena los vientos fríos de Sierra Nevada, y el mar cálido del Mediterráneo, situado al sur, que funciona como regulador térmico. La temperatura media anual oscila entre los 18 y los 20 grados: Mientras que los veranos son cálidos, rondando las máximas entre los 27 y 31 grados mientras que los inviernos son muy suaves, con máximas de entre 17 y 19 grados. Según la Clasificación climática de Köppen, Motril posee un clima semiárido cálido (BSh) debido a su escasa precipitación anual.
En cuanto a las precipitaciones, los meses de julio y agosto suelen ser muy secos, mientras que los meses de noviembre y diciembre las precipitaciones rondan los 60 mm. Suelen ser frecuentes las lluvias torrenciales.
| Parámetros climáticos promedio de Motril, 1981–2010 | Parámetros climáticos promedio de Motril, 1981–2010 | Parámetros climáticos promedio de Motril, 1981–2010 | Parámetros climáticos promedio de Motril, 1981–2010 | Parámetros climáticos promedio de Motril, 1981–2010 | Parámetros climáticos promedio de Motril, 1981–2010 | Parámetros climáticos promedio de Motril, 1981–2010 | Parámetros climáticos promedio de Motril, 1981–2010 | Parámetros climáticos promedio de Motril, 1981–2010 | Parámetros climáticos promedio de Motril, 1981–2010 | Parámetros climáticos promedio de Motril, 1981–2010 | Parámetros climáticos promedio de Motril, 1981–2010 | Parámetros climáticos promedio de Motril, 1981–2010 | Parámetros climáticos promedio de Motril, 1981–2010 |
| Mes                                                 | Ene.                                                | Feb.                                                | Mar.                                                | Abr.                                                | May.                                                | Jun.                                                | Jul.                                                | Ago.                                                | Sep.                                                | Oct.                                                | Nov.                                                | Dic.                                                | Anual                                               |
| --------------------------------------------------- | --------------------------------------------------- | --------------------------------------------------- | --------------------------------------------------- | --------------------------------------------------- | --------------------------------------------------- | --------------------------------------------------- | --------------------------------------------------- | --------------------------------------------------- | --------------------------------------------------- | --------------------------------------------------- | --------------------------------------------------- | --------------------------------------------------- | --------------------------------------------------- |
| Temp. máx. media (°C)                               | 17.6                                                | 18.3                                                | 20.0                                                | 21.5                                                | 23.7                                                | 27.0                                                | 29.5                                                | 30.1                                                | 27.4                                                | 24.2                                                | 20.7                                                | 18.6                                                | 23.2                                                |
| Temp. media (°C)                                    | 13.3                                                | 14.1                                                | 15.8                                                | 17.2                                                | 19.4                                                | 22.7                                                | 25.2                                                | 25.7                                                | 23.3                                                | 20.0                                                | 16.6                                                | 14.5                                                | 19                                                  |
| Temp. mín. media (°C)                               | 9.0                                                 | 9.9                                                 | 11.5                                                | 12.9                                                | 15.1                                                | 18.4                                                | 20.9                                                | 21.2                                                | 19.1                                                | 15.8                                                | 12.5                                                | 10.3                                                | 14.7                                                |
| Precipitación total (mm)                            | 49.2                                                | 40.4                                                | 28.6                                                | 30.8                                                | 19.7                                                | 6.1                                                 | 0.8                                                 | 1.9                                                 | 21.4                                                | 46.2                                                | 63.8                                                | 70.0                                                | 378.9                                               |
| Días de precipitaciones (≥ 1 mm)                    | 5.6                                                 | 5.3                                                 | 4.2                                                 | 4.9                                                 | 2.8                                                 | 0.9                                                 | 0.5                                                 | 0.6                                                 | 2.9                                                 | 5.5                                                 | 5.8                                                 | 6.4                                                 | 45.4                                                |
| Fuente: World Meteorological Organization (WMO)     |                                                     |                                                     |                                                     |                                                     |                                                     |                                                     |                                                     |                                                     |                                                     |                                                     |                                                     |                                                     |                                                     |

## Demografía
| Gráfica de evolución demográfica de Motril entre 1842 y 2021 |
| |
| Población de derecho según los censos de población del INE Población de hecho según los censos de población del INEEn 1857 crece el término del municipio porque incorpora a Lobres por R.O. de 4 de junio de 1845 En 1877 disminuye el término del municipio porque transfiere Lobres a Salobreña |

El movimiento de población en Motril fluctúa en muchos períodos debido a las épocas en las que el monocultivo dejaba de ser rentable y la emigración era la primera consecuencia.
En 1610 se cuentan 4300 habitantes; en 1788 la cifra llega a 9000; en 1820 son 12 000; en 1848 se cifra en 15 000 y a finales de 1899 se contabilizan 11 599 habitantes en Motril.
A partir de 2019, el censo municipal se ve reducido en más de 2500 personas tras la segregación del núcleo de Torrenueva del término municipal de Motril, seguido de la creación del municipio de Torrenueva Costa.

## Economía

### Evolución de la deuda viva municipal
El concepto de deuda viva contempla sólo las deudas con cajas y bancos relativas a créditos financieros, valores de renta fija y préstamos o créditos transferidos a terceros, excluyéndose, por tanto, la deuda comercial.
| Gráfica de evolución de la deuda viva del Ayuntamiento entre 2008 y 2023                         |
|                                                                                                  |
| Deuda viva del Ayuntamiento de Motril, en miles de euros, según datos del Ministerio de Hacienda |

## Administración y política
La administración política se realiza a través de un ayuntamiento de gestión democrática cuyos componentes se eligen cada cuatro años por sufragio universal desde las primeras elecciones municipales tras la reinstauración de la democracia en España, en 1979. El censo electoral está compuesto por los residentes mayores de 18 años empadronados en el municipio, ya sean de nacionalidad española o de cualquier país miembro de la Unión Europea. Según lo dispuesto en la Ley Orgánica del Régimen Electoral General, que establece el número de concejales elegibles en función de la población del municipio, la corporación municipal está formada por 25 concejales. La sede del Ayuntamiento de Motril se ubica en la plaza de España de la ciudad.
En 1979 se celebraron las primeras elecciones democráticas municipales tras la dictadura franquista, en las que se alzó con el triunfo el Partido del Trabajo siendo elegido alcalde Enrique Cobo con el apoyo del PSOE y el PCE. En 1983, Cobo y el resto de miembros del PTA se integraron en la candidatura del PSOE logrando más del 70 % de los votos. En 1987, le sucede en el cargo el edil socialista Miguel López Barranco, que se mantiene en la alcaldía durante dos mandatos.
En 1995, el PSOE pierde la mayoría absoluta y 4 ediles de la mano de Luis Manuel Rubiales López, que es investido con el apoyo de IU. Mientras tanto el Partido Popular local atraviesa una profunda crisis interna que deriva en la creación de la escindida ADMI encabezada por el exedil popular José Carlos López Pérez. Rubiales amplía apoyos en las elecciones de 1999 y revalida la alcaldía en un pacto con IU.

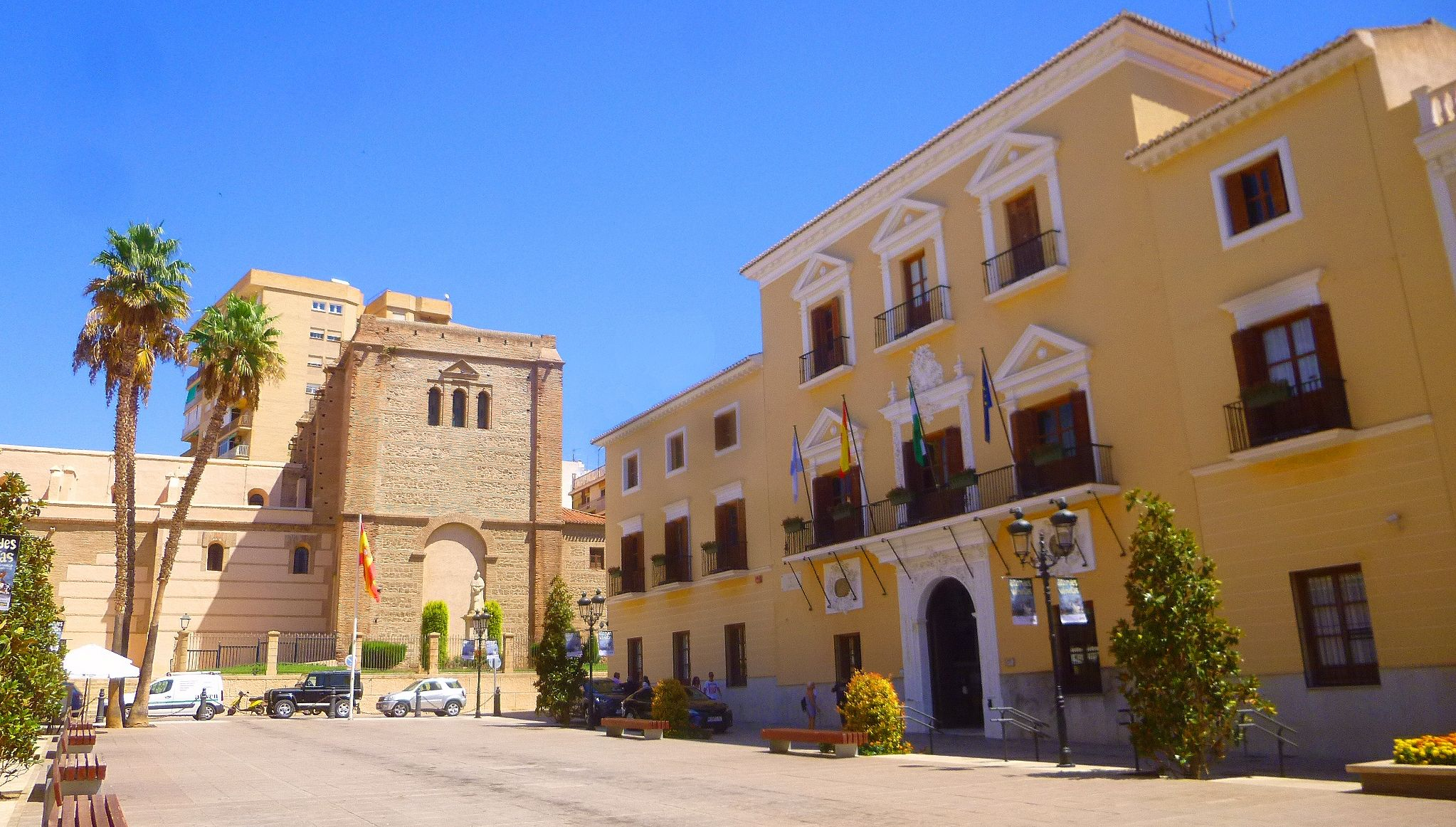
Plaza de España, con el ayuntamiento a la derecha y la iglesia parroquial de N. S. de la Encarnación al fondo

A partir del 2000 se abre una enorme crisis interna en el PSOE local que acaba con el reemplazamiento de Rubiales por Pedro Álvarez en la candidatura socialista de 2003. Álvarez logra una pírrica victoria en en 2003 y el PP arrebata el gobierno municipal al PSOE tras un acuerdo con el GRITO-PDDC (independientes de Torrenueva y Carchuna-Calahonda) y el PA liderado entonces por el conocido político local Antonio Escámez.
En 2004, el socialista Pedro Álvarez accede a la alcaldía mediante una moción de censura apoyada por IU, ADMI y un edil del GRITO. En 2007, el PP vence las elecciones y Carlos Rojas se proclama alcalde con el apoyo del PA. En 2011, se produce una escisión en el PSOE (CA) encabezada por Rubiales y el PP de Rojas revalida la alcaldía obteniendo la mayoría absoluta. En 2012, Carlos Rojas renuncia a la alcaldía de Motril para ser portavoz del PP en el Parlamento autonómico, siendo reemplazado por Luisa García Chamorro, número dos del PP local y vicepresidenta de la Diputación provincial de Granada. Chamorro se convierte en la primera alcaldesa de la ciudad y se mantiene en el cargo durante tres años.
En 2015, el PP pierde la mayoría absoluta, permitiendo a la socialista Flor Almón proclamarse alcaldesa después de llegar a un acuerdo de gobierno con el PA de Escámez y el apoyo en la investidura de IU.
Tras cuatro años de gobierno en minoría, la coalición PSOE-PA sufre un retroceso electoral en las elecciones municipales de 2019, donde se produce una gran fragmentación del voto con la entrada de cuatro nuevos grupos (Más Costa Tropical, Andalucía por Sí, Ciudadanos, Vox) en el Consistorio. Finalmente, la candidata del Partido Popular Luisa García Chamorro logrará ser investida de nuevo alcaldesa al llegar a un pacto de Gobierno de coalición con Ciudadanos y Antonio Escámez, que se mantendrá en el equipo de Gobierno después de presentarse por el partido Más Costa Tropical, una nueva formación de corte comarcal seguida de la disolución del PA.
En las elecciones de 2023, el PP de García Chamorro se queda a dos concejales de la mayoría absoluta, debiendo formar gobierno con Antonio Escámez, su anterior colaborador tras los comicios de 2019. Fue investida nuevamente alcaldesa con quince votos de los veinticinco que conforman el pleno del Ayuntamiento de Motril.
| Periodo   | Nombre                      | Partido | Partido                                  |
| --------- | --------------------------- | ------- | ---------------------------------------- |
| 1979-1983 | Enrique Cobo Fernández      |         | Partido del Trabajo de España (PTE)      |
| 1983-1987 | Enrique Cobo Fernández      |         | Partido Socialista Obrero Español (PSOE) |
| 1987-1995 | Miguel F. López Barranco    |         | Partido Socialista Obrero Español (PSOE) |
| 1995-2003 | Luis Manuel Rubiales López  |         | Partido Socialista Obrero Español (PSOE) |
| 2003-2004 | Carlos Rojas García         |         | Partido Popular (PP)                     |
| 2004-2007 | Pedro Álvarez López         |         | Partido Socialista Obrero Español (PSOE) |
| 2007-2012 | Carlos Rojas García         |         | Partido Popular (PP)                     |
| 2012-2015 | Luisa María García Chamorro |         | Partido Popular (PP)                     |
| 2015-2019 | María Flor Almón Fernández  |         | Partido Socialista Obrero Español (PSOE) |
| 2019-act. | Luisa María García Chamorro |         | Partido Popular (PP)                     |

| Partido político                                                         | 2023  | 2023  | 2023       | 2019  | 2019  | 2019       | 2015  | 2015  | 2015       | 2011  | 2011   | 2011       | 2007  | 2007   | 2007       |
| Partido político                                                         | %     | Votos | Concejales | %     | Votos | Concejales | %     | Votos | Concejales | %     | Votos  | Concejales | %     | Votos  | Concejales |
| Partido Popular (PP)                                                     | 34,96 | 8333  | 11         | 27,85 | 6837  | 8          | 31,81 | 7795  | 10         | 45,93 | 12 454 | 13         | 41,90 | 11 214 | 12         |
| Partido Socialista Obrero Español (PSOE)                                 | 20,79 | 4956  | 6          | 21,79 | 5348  | 6          | 22,78 | 5582  | 7          | 19,84 | 5380   | 5          | 34,82 | 9320   | 9          |
| Partido Más Costa Tropical (PMAS)                                        | 13,60 | 3242  | 4          | 11,13 | 2732  | 3          | —     | —     | —          | —     | —      | —          | —     | —      | —          |
| Unidad Andalucista                                                       | 8,63  | 2058  | 2          | —     | —     | —          | —     | —     | —          | —     | —      | —          | —     | —      | —          |
| Izquierda Unida (IU)                                                     | 6,31  | 1506  | 2          | 7,02  | 1723  | 2          | 11,16 | 2734  | 3          | 9,77  | 2649   | 2          | 8,00  | 2140   | 2          |
| Vox                                                                      | 4,83  | 1153  | 0          | 6,26  | 1538  | 1          | —     | —     | —          | —     | —      | —          | —     | —      | —          |
| Andalucía Por Sí (AxSí)                                                  | —     | —     | —          | 9,56  | 2348  | 3          | —     | —     | —          | —     | —      | —          | —     | —      | —          |
| Ciudadanos (CS)                                                          | —     | —     | —          | 7,61  | 1868  | 2          | 4,99  | 1222  | 0          | —     | —      | —          | —     | —      | —          |
| Partido Andalucista (PA)-Partido Independiente Calahonda-Carchuna (PICC) | —     | —     | —          | —     | —     | —          | 13,43 | 4026  | 5          | 9,97  | 2703   | 3          | 8,27  | 2213   | 2          |
| Convergencia Andaluza (CAnda)                                            | —     | —     | —          | —     | —     | —          | —     | —     | —          | 6,93  | 1879   | 2          | 0,28  | 75     | 0          |

## Servicios

### Comunicaciones
Señalar el Puerto de Motril, con líneas de pasajeros y mercancías a Melilla, Nador, Alhucemas y Tánger Med. Desde el año 2020 la operación paso del Estrecho no se efectúa por los puertos españoles. Se encuentra en las carreteras A-7 y la A-44, así como en los trazados de las antiguas N-340 y N-323. Se encuentra a 74 minutos del Aeropuerto de Málaga y 52 minutos del Aeropuerto de Granada.

## Monumentos y lugares de interés

### Museos
- Museo Preindustrial de la caña de azúcar. Este museo es el único de Europa que exhibe una buena muestra del patrimonio preindustrial relacionado con el azúcar, también llamado en la zona como 'oro dulce', pues supuso una fuente de desarrollo durante varios periodos históricos en la comarca de la Costa de Granada. Está dentro de la Red de Espacios de Divulgación Científica y Técnica (RECTA).
- Museo de la Historia de Motril. La Casa Garcés, del siglo XVII, alberga el Museo de Historia de Motril (MHIMO), un lugar donde las distintas etapas de la ciudad costera son contadas con la ayuda de las nuevas tecnologías. Personajes históricos, como la madre de Boabdil, dan la bienvenida al visitante, antes de adentrarse en un interesante recorrido por el tiempo.
- Museo del Azúcar Fábrica del Pilar. Se puede visitar el antiguo almacén del azúcar, ahora reconvertido en una sala de exposiciones de grandes dimensiones, así como un mirador de la ciudad. Finalizada la primera fase de un proyecto en el que se mostrará el singular conjunto de máquinas de vapor que quedó en su interior, tras su cierre en 1984, tras cien años de actividad.[13]
- Centro de Arte José Hernández Quero. Alberga un museo dedicado al pintor granadino José Hernández Quero, además de otras exposiciones temporales. Se encuentra junto al mercado municipal.

### Fábricas de azúcar
- Nuestra Señora del Pilar.
- Nuestra Señora de la Almudena.
- Azucarera de San Luis.
- Nuestra señora de Lourdes.
- Nuestra Señora de la Cabeza (Alcoholera).
- Nuestra Señora de las Angustias (Fabriquilla).
- Chimenea de la Azucarera de San Fernando.

### Edificios religiosos
- Iglesia Mayor de la Encarnación

El edificio primigenio fue construido entre 1510 y 1514 sobre el lugar en el que se había levantado una antigua mezquita. Alonso Márquez construyó un sobrio templo de estilo gótico-mudéjar. En el siglo XVII se acometen por parte de Ambrosio de Vico las obras de ampliación que incluyen un crucero clasicista. El cardenal motrileño Luis Belluga y Moncada impulsó la nueva capilla de los Dolores en 1729, que fue destruida en la guerra civil española. Tras este periodo bélico, se reconstruyó, volviendo más al estilo sobrio del proyecto de Vico.
- Parroquia Nuestra Señora de la Cabeza

También conocido como el cerro de la Virgen. En este montículo se levantaba un castillo árabe, que ejercía de residencia de Cefi Fátima Horra, madre de Boabdil, último rey nazarí de Granada. Tras su derribo por parte de los Reyes Católicos en 1499, se construyó una ermita, donde se dio culto durante un siglo a la Virgen de la Cabeza. De 1615 a 1630, le siguió un convento de franciscanos. En 1641, se consagra el templo a la Virgen de la Cabeza, que fue nombrada patrona de Motril en 1635. En 1711 se declara como Real Santuario de Nuestra Señora de la Cabeza de Motril. Fue destruido en parte en la Guerra Civil y reconstruido, intentando respetar su antigua estructura. El retablo y el camarín fueron trazados y realizados por el escultor Manuel González Ligero. Su interior, el exterior (símbolo de Motril) y el entorno, le convierten en visita obligada para cualquier visitante.
- Iglesia de la Divina Pastora (Capuchinos)

En un antiguo convento de la orden religiosa de Capuchinos, se erige un templo de estilo sobrio, construido en 1656, en el que destacan el camarín e imagen de la Virgen de la Pastora, que goza de gran devoción entre los motrileños.
- Santuario de Nuestra Señora de la Victoria

El convento originario se construyó en 1580, pero fue destruido en la Guerra Civil de 1936. Se reconstruyó en 1957. En la actualidad, es propiedad privada de la orden de los Agustinos Recoletos. De estilo prebarroco, influenciado en gran medida por la tradición mudéjar.
- Ermita de la Virgen del Carmen

Fue construida en 1583 como la antigua ermita de San Roque sobre un promontorio, tumba colectiva de 500 víctimas de la peste. Actualmente es un acogedor templo, de estilo barroco, con una llamativa cruz de piedra en su plaza. Esta última es tumularia comendadora de todas las víctimas de las epidemias de los siglos XVI y XVII. Es en la localidad, la única borneada (embolada en los remates), seguramente que a imitación de las granadinas de San Miguel, la Rauda o la del barrio gitano
- Iglesia del convento de las Nazarenas

Forma parte de un convento fundado en 1717, aunque la iglesia se volvió a levantar en 1830, que es la que ha perdurado hasta nuestros días. La de Jesús del Gran Poder, que se encuentra en su interior, es una de las imágenes más veneradas en Motril.
- Ermita de Nuestra Señora de las Angustias

Aunque sobria en el exterior, cuenta con una profunda decoración barroca en el interior. Se encuentra en la zona norte de la ciudad.
- Ermita de San Antonio de Padua

De estilo barroco, fue construida en el siglo XVII y declarada patrón de Motril por la epidemia de peste de 1679. Está situada en la zona norte de la localidad.
- Ermita de San Nicolás

Esta pequeña ermita está dedicada a la advocación de San Nicolás de Bari. Fue construida a finales del siglo XVIII y ha sido rehabilitada recientemente. Está situada en el norte del municipio.
- Ermita del Señor de Junes

De pequeñas dimensiones, alberga la imagen del Nazareno, que desde el siglo XIX posee una especial significación en la religiosidad de los motrileños.

### Edificios civiles
- Casa consistorial de Motril

Ha mantenido su cuerpo central, por ser el más antiguo y tener unas características arquitectónicas, tanto exteriores como interiores, merecedoras de conservación. Siglos XIX y XX.
- Teatro Calderón de la Barca

Tiene el carácter de Bien de Interés Monumental. Interiormente, tiene forma de concha. Siglos XIX y XX.
- Casa Condesa de Torre-Isabel

El primitivo edificio se construye en el último tercio del siglo XVII, aunque se modificó a finales del siglo XIX y rehabilitado en el año 2000 por el Ayuntamiento de Motril para sede del área municipal de Cultura y Patrimonio y para exposiciones temporales. El edificio es de estilo neoclásico. Cuenta con tres plantas de alzada, con gran simetría. La última planta está constituida por una galería de arcos de medio punto con ménsulas en la clave, tipología que se repite asiduamente en las casas nobiliarias de Motril. Dentro, el edificio se vertebra en torno a un gran patio cuadrado de luces con columnas toscanas de color rojizo, que se elevan sobre plintos de mármol negro. El acceso a la planta principal se realiza a través de una monumental escalera en mármol blanco. Se usa también para exposiciones temporales.
- Casa de Los Bates

Edificación singular del siglo XIX, construida en una colina. Destaca el jardín del Generalife del siglo XVIII y el jardín de Invierno del siglo XIX.
- Antiguo Hospital de Santa Ana

Forma conjunto con la iglesia de la Divina Pastora. Siglos XIX y XX.
- Mercado municipal San Agustín

Edificio de estructura muy clara, sencilla y funcional. Se desarrolla en dos plantas, con escalera central que sirve de eje de simetría a los dos cuerpos de patios que separan usos.
- Pasaje bóveda de la calle Horno Nuevo

Conexión peatonal con Señor de Junes. Se cataloga por su singularidad constructiva mediante bóveda apoyada en las construcciones residenciales laterales. Siglo XIX.

### Elementos arquitectónicos
- El Candelón.[24]

Acueducto del siglo XVIII, que formaba parte de una antigua acequia.

### Playas
- Playa de Poniente. Características naturales de la playa: Longitud: 2231 m. Anchura media: 120 m. Superficie: 268 000 m². Composición de la superficie: Grava y bolos. Condiciones de baño: Aguas tranquilas con oleaje medio. Características de utilización de la playa: Grado de urbanización: Urbana. Capacidad máxima y óptima: 58 240, 35 050 personas. Grado de ocupación: Medio-alto. Equipamiento de la playa: Aparcamiento, alojamiento, equipo de vigilancia y salvamento, paseo marítimo, autobús, cámpin, señalización de peligro, teléfonos, alquileres náuticos, chiringuitos, policía local, duchas, lavapiés, aseos, vestuarios, sombrilla, hamacas, puesto Cruz Roja, limpieza de playas, papeleras, dos puntos accesibles, punto de información turística, pasarelas, fuentes, zona de barbacoa (previa autorización), panel de señalización informativa. Playa extensa de ambiente familiar, cuenta con un largo paseo marítimo (paseo de Balduino, en recuerdo del Rey belga fallecido en Motril) con carril bici, es lugar de muchas actividades y conciertos al aire libre. La playa está repleta de chiringuitos y pubs de moda que la han convertido en uno de los puntos de encuentro más importantes para los más jóvenes. Esta playa es, sin duda, la más bulliciosa de todas las de Motril. Es la más poblada de apartamentos y dispone de toda clase de servicios: hoteles, restaurantes, cafeterías, supermercados, una zona de equipamiento deportivo y dos cámpin abiertos todo el año. Es la playa más cercana al centro de Motril, apenas la separan 2 kilómetros, un recorrido que se puede hacer andando por dos paseos. En la zona hay un hotel de cuatro estrellas y otro de dos. Disfruta del distintivo Q de Calidad Turística otorgado por el ICTE.
- Playa Granada. Características naturales de la playa: Longitud: 1367 m. Anchura media: 20 m. Superficie: 31 000 m². Composición de la superficie: Bolos. Condiciones de baño: Aguas tranquilas. Características de utilización de la playa: Grado de urbanización: En proceso urbanización. Capacidad máxima y óptima: 4950, 2975 personas. Grado de ocupación: Medio-bajo. Equipamiento de la playa: Aparcamiento, alojamiento, equipo de vigilancia y salvamento, paseo marítimo, autobús, cámpin, señalización de peligro, teléfonos, alquileres náuticos, chiringuitos, policía local, duchas, lavapiés, aseos, sombrilla, hamacas, limpieza de playas, papeleras, dos puntos accesibles, punto de información turística, pasarelas, fuentes, panel de señalización informativa y punto para la práctica de deportes acuáticos. Esta playa fue hace ya muchos años elegida por los Reyes de Bélgica para sus vacaciones en Villa Astrida. Esta zona es actualmente el enfoque del desarrollo turístico en Motril con la construcción de viviendas de lujo alrededor del campo de golf. En la zona, hay un hotel de cuatro estrellas. También existe una alta oferta en alquiler de apartamentos turísticos de temporada. Disfruta del distintivo Q de Calidad Turística otorgado por el ICTE. Playa Granada también cuenta con la Bandera Azul que otorga la Unión Europea.
- Playa de la Joya. Características naturales de la playa: Longitud: 220 m. Anchura media: 20 m. Superficie: 5000 m². Composición de la superficie: Arena media y grava. Condiciones de baño: Aguas tranquilas. Características de utilización de la playa: Grado de urbanización: Rústica. Capacidad máxima y óptima: 800, 450 personas. Grado de ocupación: Bajo, playa nudista y de fondeo. Equipamiento de la playa: Acceso a pie desde N-340, pasado Torrenueva. Limpieza de playas, papeleras. A 7 kilómetros de Motril, entre el cabo de Sacratif y el peñón de Jolúcar, se extiende una sucesión de calas de diferentes tamaños que reciben en conjunto el nombre de playa de la Joya. Están destinadas al nudismo.

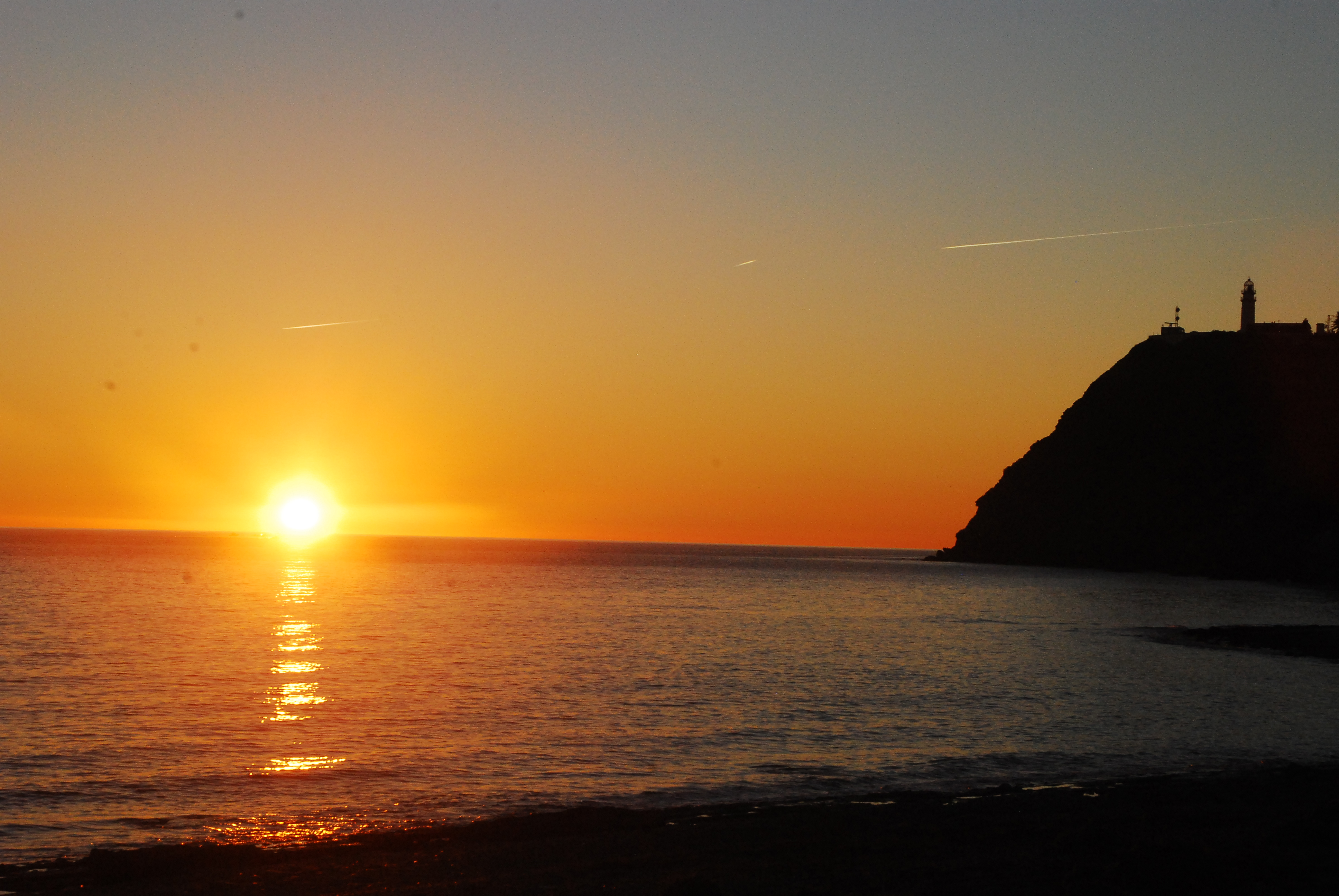
Puesta de sol desde la playa de Carchuna

- Playa de Carchuna. Características naturales de la playa: Longitud: 3814 m. Anchura media: 60 m. Superficie: 214 000 m². Composición de la superficie: Arena gris media y grava. Condiciones de baño: Aguas tranquilas. Características de utilización de la playa: Grado de urbanización: Urbanizada. Capacidad máxima y óptima: 43 225, 26 010 personas. Grado de ocupación: bajo-medio. Equipamiento de la playa: Aparcamiento, alojamiento, equipo de vigilancia, teléfonos, alquileres náuticos, autobús, campin, señalización de peligro, duchas, sombrillas, hamacas, restaurantes, policía local, limpieza de playas, papeleras, chiringuitos, puesto Cruz Roja. Son casi 4 kilómetros de playa que se extiende desde el Faro de Sacratif hasta una torre inclinada conocida como el Farillo. Actividades: pesca, windsurf, kitesurf. Acceso desde N-340. Cuenta con urbanizaciones residenciales, campin, hotel y chiringuitos. Dispone de un antiguo castillo defensivo ubicado al borde del mar, que en otros tiempos sirvió de edificio militar para proteger la zona de los ataques berberiscos. Disfruta del distintivo Q de Calidad Turística otorgado por el ICTE.

La playa de Carchuna también cuenta con la Bandera Azul que otorga la Unión Europea.
- Playa de Calahonda. Características naturales de la playa: Anchura media: 55 m. Longitud: 1375 m. Superficie: 74 000 m². Composición de la superficie: Grava. Condiciones de baño: Aguas tranquilas. Características de utilización de la playa: Grado de urbanización: Urbana. Capacidad máxima y óptima: 14850, 8940 personas. Grado de ocupación: Alto. Equipamiento de la playa: Aparcamiento, alojamiento, equipo de vigilancia, paseo marítimo, restaurantes, señalización de peligro, teléfonos, alquileres náuticos, chiringuitos, policía local, duchas, sombrillas, hamacas, puesto Cruz Roja, limpieza de playas, papeleras. Calahonda es un pequeño anejo situado a 13 kilómetros de Motril, junto al mar. Actividades: Pesca de caña y submarina, y submarinismo. Posee hoteles y numerosas urbanizaciones de chalets y apartamentos. Dispone servicios, como paseo marítimo, aparcamiento, hoteles o restaurantes. Disfruta del distintivo Q de Calidad Turística otorgado por el ICTE. La playa de Calahonda también cuenta con la Bandera Azul que otorga la Unión Europea.

## Cultura

### Fiestas
Fiestas religiosas

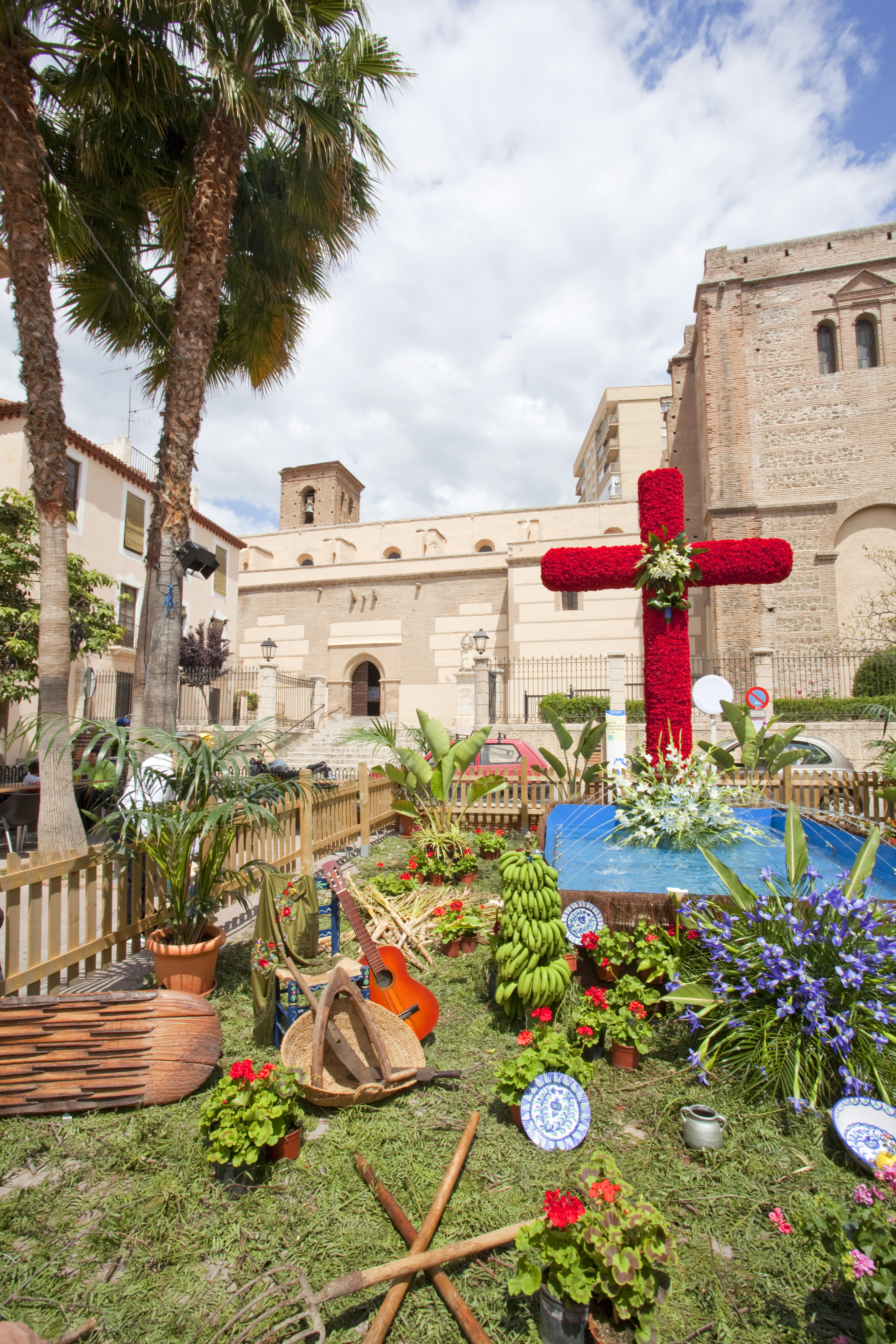
Cruces de mayo en la plaza de España de Motril

- 13 de enero: voto de la ciudad en conmemoración del terremoto que la asoló este día en el año 1804.[25]
- Semana Santa: desde el Domingo de Ramos al Domingo de Resurrección, salen en procesión un total de 13 cofradías.
- 2 de mayo: Fiesta de las Cruces.
- Fiestas de la pedanía de Puntalón en honor a San Isidro Labrador.
- 13 de junio: romería de San Antonio.
- Primer fin de semana de julio: fiestas del Pueblo Anejo de Carchuna en honor a la Virgen de los Llanos.
- 16 de julio: fiesta de la Virgen del Carmen, en el Puerto.
- Último fin de semana de julio: fiestas del Pueblo Anejo de La Garnatilla, en honor a San Cecilio.
- Fin de semana anterior a la feria de agosto de Motril: fiestas del pueblo anejo de Calahonda, en honor a la Virgen del Carmen y San Joaquín.
- Semana en torno al 15 de agosto, fiestas en honor de Nuestra Señora de la Cabeza, patrona de la ciudad.
- Último fin de semana de agosto: fiestas del barrio de Santa Adela.
- Primer fin de semana de septiembre: fiestas del pueblo anejo de Los Tablones, en honor a San Antonio de Padua.
- Segundo domingo de octubre: fiestas en honor a la Virgen de las Angustias, en el barrio del mismo nombre.
- Tercer domingo de octubre: fiestas en honor de la Divina Pastora, en el barrio de Capuchinos.

Acontecimientos de interés
- La Taramela: La bodega Ron Montero organiza un pasacalles que evoca la antigua tradición de La Taramela, una fiesta que celebraba el transporte en burro de las últimas cañas de azúcar a los trapiches. Esta fiesta, que coincide con la Feria de Motril en agosto, rememora lo más auténtico de la tierra granadina: el olor a caña quemada, el flamenco, las caras tiznadas, los burros adornados con flores transportando la caña… Durante el pasacalles, los follargos (trabajadores que venían de fuera de Motril a realizar las tareas de recogida de la caña), los monderos (que las limpiaban), y los tacheros (que trabajaban en los ingenios), junto con los burros y los carros tradicionales adornados con adelfas, representan las tres fases por las que pasa la caña desde su recogida en los cañaverales hasta la elaboración de la melaza.[cita requerida]

### Gastronomía
Los productos típicos son:

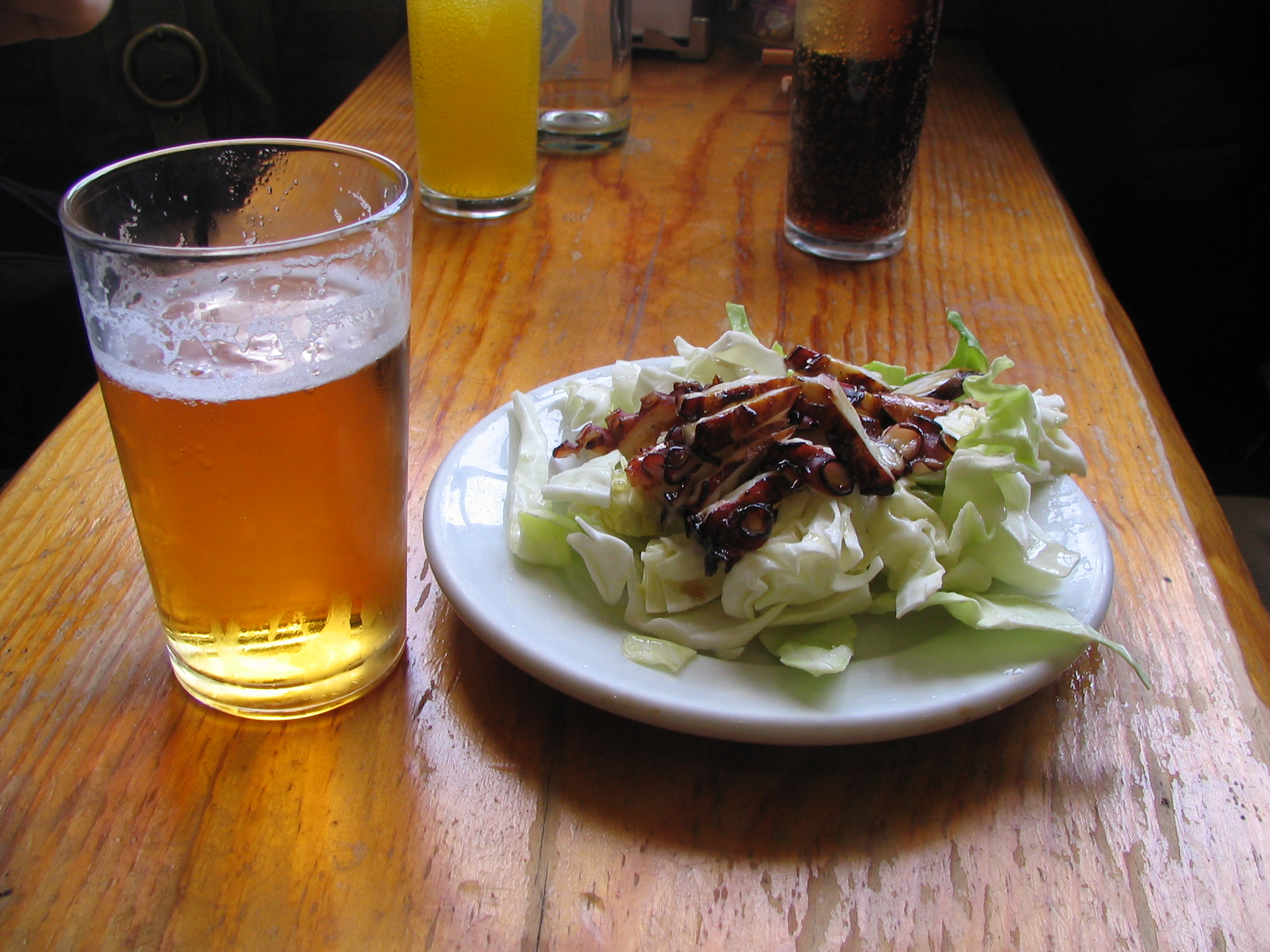
Cerveza y pulpo seco motrileño

- Pulpo seco de Motril, el secreto está en el tiempo de secado en la percha.
- Torta real, postre de origen árabe de la que la familia Videras[26] guarda su receta desde 1840.
- Tarta de San Marcos
- Las migas hechas de harina de sémola que se suele comer en días lluviosos.
- Los espetos de sardina, sardinas ensartadas con una cañavera y que se preparan habitualmente en la playa.
- Las espichás fritas con ajos, boquerón secado al sol, salado y frito; se acompaña de ajos y huevos fritos.
- La quisquilla de Motril, gambas parecidas a carabineros conocidas a nivel nacional por su sabor.
- Choto al ajillo cabañil, guiso tradicional de choto que se suele hacer en las celebraciones.
- Cazuela de San Juan, dulce de calabaza y especias que se prepara en los días que anteceden a la noche de San Juan.
- Leche rizada, helado del que la familia Perandrés guarda su receta desde hace años.
- La bebida más famosa, exclusiva en la comarca, es el ron Pálido de Montero.[27]
- Puchero de Semana Santa, a base de garbanzos, patatas, bacalao y perejil.
- Desde 2013 se elabora la cerveza Vega, cerveza artesana local elaborada con azúcar de caña.

## Ciudades hermanadas
- Agüenit (Sáhara Occidental)[28]
- Albardón (Argentina)
- Marple (Reino Unido)
- Melilla (España)
- Smolyan (Bulgaria)[29]